# جون آس
جون آس (بالنرويجية البوكمول: Johan Aas)‏ هو سياسي نرويجي، ولد في 5 مارس 1960. نشط حزبياً في حزب التقدم. وقد انتخب نائب عضو برلمان النرويج ‏.